# ماسیمیلیانو کارولتی
ماسیمیلیانو کارولتی (ایتالیایی: Massimiliano Caroletti؛ زادهٔ ۳ مارس ۱۹۷۰)  تهیه‌کننده فیلم اهل ایتالیا است. او در مؤسسه فناوری و علوم کاربردی پولیزیانو در رم تحصیل کرد و سپس تحصیلات خود را در دانشگاه بازرگانی لوئیجی بوکونی در میلان ادامه داد و در سال ۱۹۹۶ مدرک کارشناسی ارشد در مدیریت کسب‌وکارهای کوچک و متوسط دریافت کرد.
از سال ۲۰۰۴ تا ۲۰۰۵ باشگاه «او.اس. ویتربزه» را به دست گرفت. در سال ۲۰۱۲ مدیر بازاریابی باشگاه فوتبال دیوری ای‌تی‌او بود.
از سال ۲۰۱۳ تا ۲۰۱۴ مدیر بازاریابی باشگاه فوتبال مجارستانی سومباتهئی بالدش بود؛ و از سال ۲۰۱۵ تا ۲۰۱۶ مدیر کل (DG) باشگاه فوتبال مجارستانی تاتابانیائی بود.
در سال ۲۰۱۶ مدیر کل (DG) بخش زنان باشگاه ورزشی لاتسیو بود. سال بعد مدیر ورزشی باشگاه فوتبال اسلواکیایی «کی‌اف‌سی کومرانو» شد.
از فیلم‌هایی که وی در آن‌ها نقش داشته‌است، می‌توان به امتحان کن! و پست‌فطرت‌ها اشاره نمود.